# Truman Capote
Truman Capote (New Orleans, 1924. szeptember 30. – Los Angeles, 1984. augusztus 25.) amerikai író, forgatókönyvíró. Legismertebb művei az Álom luxuskivitelben és a Hidegvérrel. Műveiből több mint 20 film készült.

## Élete
Capote Truman Streckfus Persons néven született New Orleans-ban, 1924. szeptember 30-án. Szülei négyéves korában elváltak, ezután anyja rokonaihoz került. Magányos gyermekként már az iskola megkezdése előtt megtanult írni olvasni. Ezen gyerekkori évek alatt ismerkedett meg szomszédjával, Harper Lee-vel, akivel életre szóló barátságot kötöttek. 1933-ban anyjához költözött New Yorkba. Anyja ekkor már második férjével, Joseph Capote kubai származású textilkereskedővel élt, ekkor vette fel a Truman García Capote nevet. 11 éves korában kezdett komolyan foglalkozni az írással, kezdetben a Trinity School, majd a St. Joseph katonai iskola diákja. 1939-ben a Connecticut állambeli Greenwichbe költöztek, itt Capote a helyi gimnáziumban folytatta tanulmányait; több írása jelent meg az iskolai újságban. 1942-ben visszaköltöztek New Yorkba, Capote középiskolai tanulmányait a Dwight Schoolban fejezte be.
17 évesen otthagyta az iskolapadot, és a New Yorker magazin újságírója lett. 1943-tól rendszeresen jelentek meg írásai olyan jelentős amerikai folyóiratokban, mint például a The Atlantic Monthly, a Harper's Bazaar, a Harper's Magazine, vagy a The New Yorker. 1943-ban kezdte meg első regényét, a Nyári átkelés-t. A regényt sokáig elveszettnek hitték, ám 2004-ben előkerült az író hagyatékából, és 2005-ben jelent meg először a Random House gondozásában.

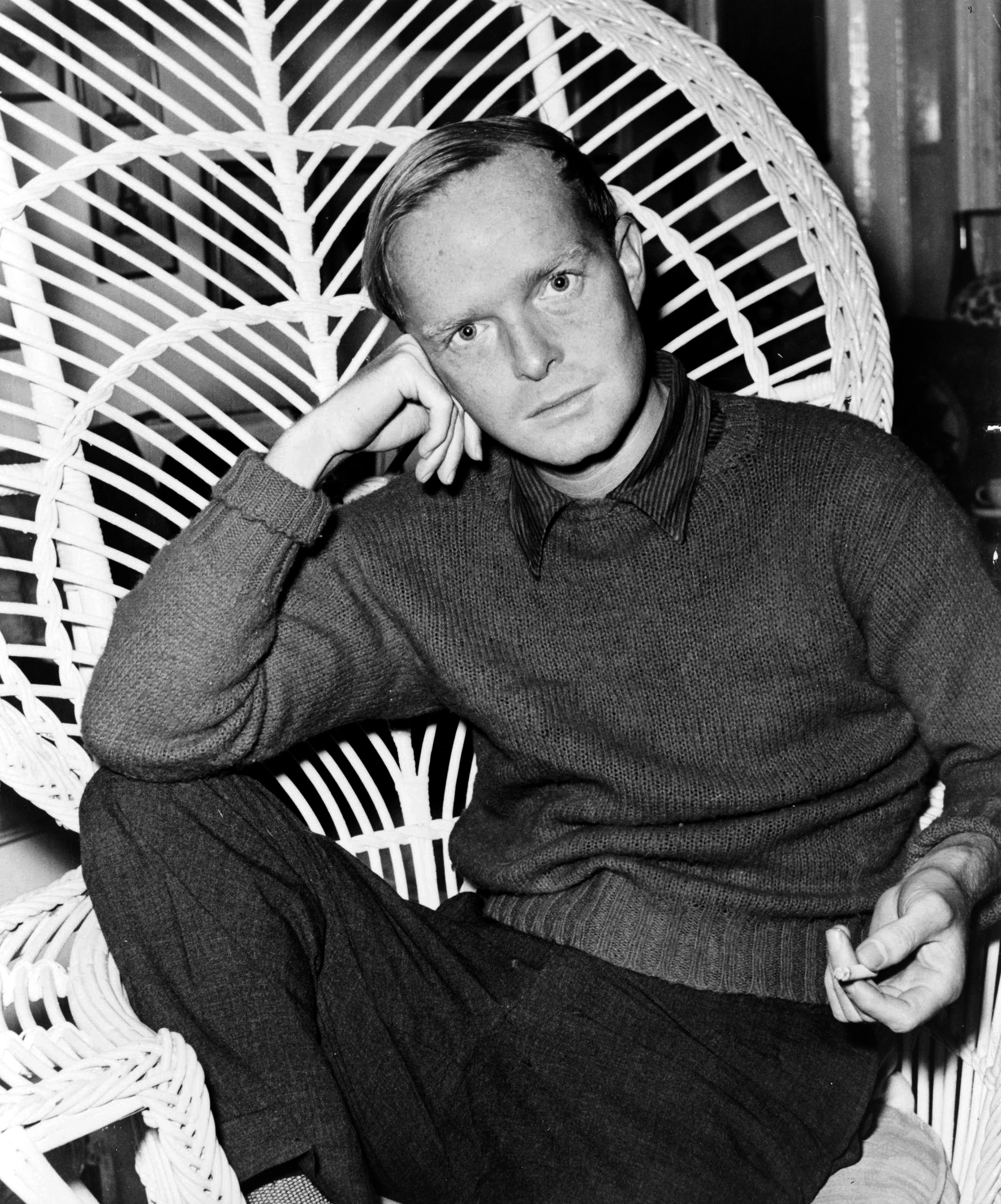
Capote 1959-ben

Önéletrajzi ihletettségű regénye, a Más hangok, más szobák öt évvel később, 1948-ban jelent meg, és kilenc hétig vezette a bestseller listákat. A siker nem kis részben a könyv borítóján található fénykép körüli botránynak volt köszönhető: a Harold Halma fényképe háton fekve, félreérthető mozdulatot téve ábrázolta Capote-t. Többen a jó ízlés elleni nyílt támadásként értékelték a fényképet. A fotó rendkívüli hatást gyakorolt a fiatal Andy Warholra is, aki rajongói levelekkel bombázta Capote-t, és New Yorkba érkezve azonnal meg akart vele ismerkedni.
Karrierjének következő állomását az Álom luxuskivitelben c. kötetének megjelenése jelentette, amelyből film is készült Audrey Hepburn és George Peppard főszereplésével. 

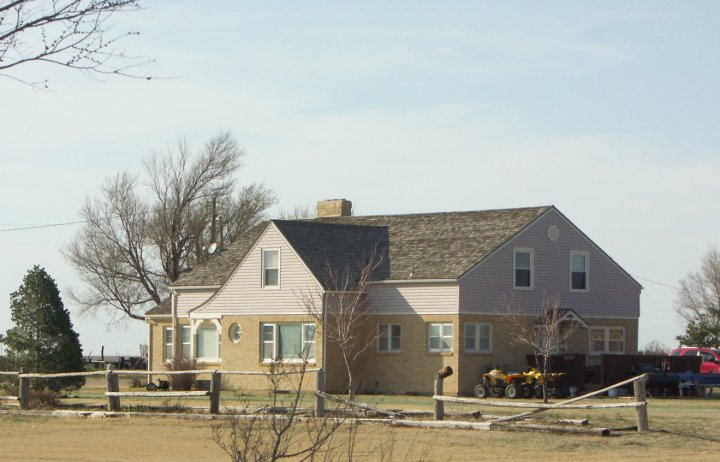
A Hidegvérrel című tényregény egyik helyszíne, a Clutter család háza 2009-ben. 1959. november 15-én a Kansas állambeli Holcomb városkában bestiális kegyetlenséggel meggyilkolták a közmegbecsülésnek örvendő, feddhetetlen hírű farmert, Herbert Cluttert, feleségét és két gyermekét

Hidegvérrel című valós történetet feldolgozó regényét egy 1959-ben olvasott újsághír ihlette. (Ezt a művét 1967-ben filmesítette meg Richard Brooks.) Capote gyerekkori barátjával, Harper Lee-vel elutazott a hírben szereplő gyilkosság helyszínére, és évekig tanulmányozta a történet szereplőit. A 1966-ban megjelent regény óriási sikert aratott mind a közönség, mind a kritikusok körében. 

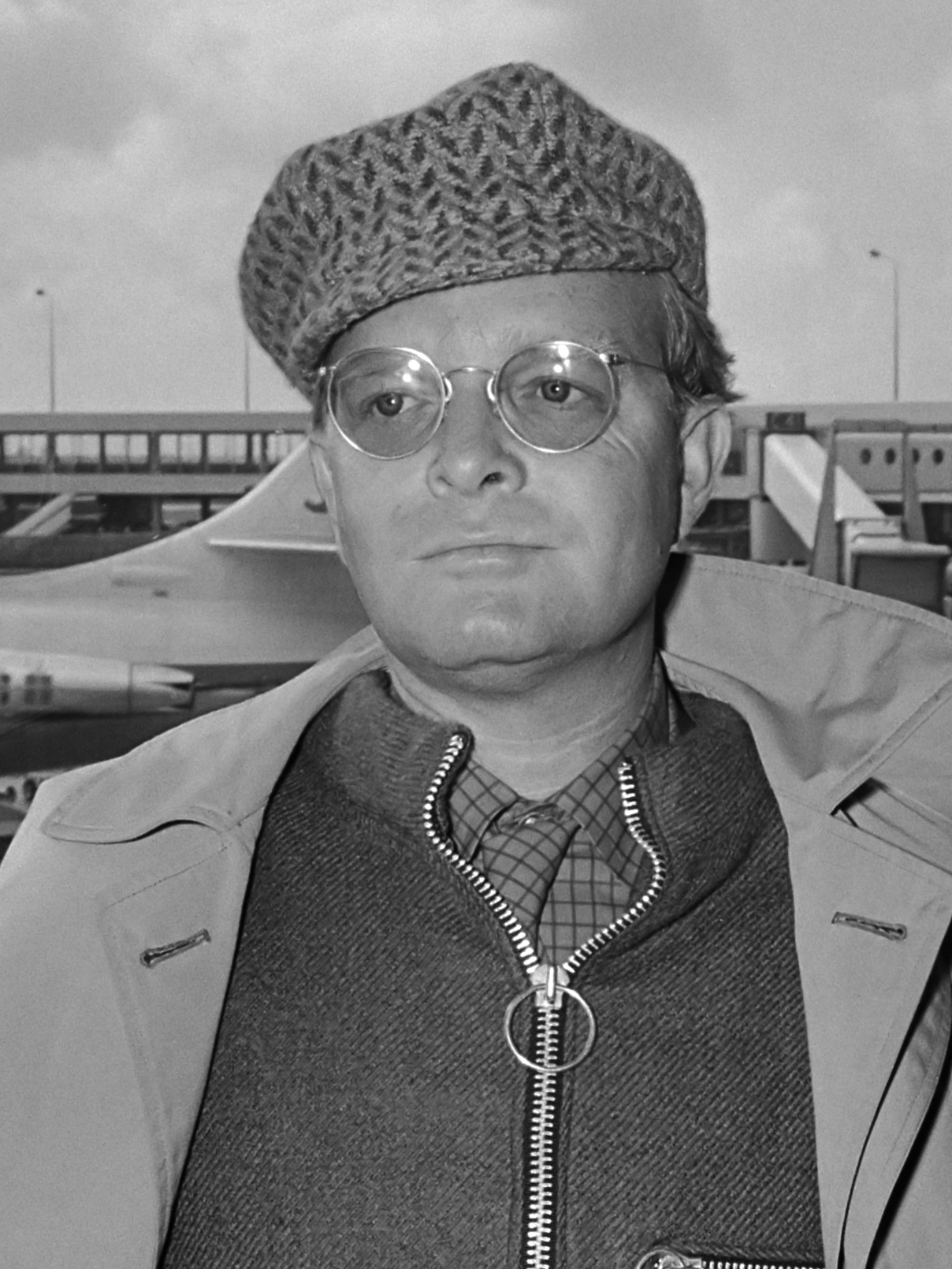
Truman Capote 1968-ban, a Hidegvérrel új irodalmi műfajt teremtett, a tényregényt

A Hidegvérrel sikere után Capote Palm Springsbe költözött, ahol egyre mélyebbre süllyedt az alkoholizmusba. Megromlott viszonya élettársával, Jack Dunphyval is, akivel az 1950-es évek óta élt élettársi kapcsolatban. Ezt követően Capote gyakran fordult meg New York-i szaunákban, ahol többnyire nála jóval fiatalabb munkásfiúkkal bonyolódott alkalmi kapcsolatokba. 1973-ban egy szaunában ismerkedett meg a családos John O’Shea-val, aki hivatalosan a menedzsere lett. A régi barátok és ismerősök megrökönyödéssel tapasztalták, hogyan próbálta John O’Shea kisajátítani Capote irodalmi és üzleti ügyeit. Kettőjük féltékenységgel és gyakori veszekedésekkel tarkított viszonya egészen a hetvenes évek végéig tartott. Az évtized második felének jelentős részét Capote különböző rehabilitációs intézményekben töltötte. 1980-ban állapota olyan rosszra fordult, hogy hallucinációi miatt kórházi ellátásra szorult. Józan pillanataiban folytatta az írást, a Answered Prayers: The Unfinished Novel című regényén dolgozott, ami már csak a halála után jelent meg.
59 évesen, 1984. augusztus 25-én halt meg Los Angelesben. A halottkém jelentése szerint halálát májbetegség, visszérgyulladás és részegség okozta. Hamvait a Westwood Village Memorial Park Cemetery-ben helyezték el. Jack Dunphy halálát követően 1994-ben hamvaikat egy tóba szórták, nem messze attól a helytől, ahol korábban mindketten éltek.

## Magyarul megjelent művei
- Más hangok, más szobák. Kisregény; ford. Örkény István; Európa, Bp., 1964 (Modern könyvtár) ISBN 963-8133-58-9 ISBN 963-9084-01-8
- Hidegvérrel. Hiteles beszámoló egy többszörös gyilkosságról és következményeiről; ford. Szíjgyártó László; Európa, Bp., 1967 ISBN 963-07-8035-6
- Álom luxuskivitelben. Kisregények és elbeszélések; vál. Osztovits Levente, ford. Bartos Tibor et al.; Európa, Bp., 1972 (Európa zsebkönyvek)
- A fűhárfa / Álom luxuskivitelben; ford. Róna Ilona, Bartos Tibor, utószó Szalai Anna; Szépirodalmi, Bp., 1977 (Olcsó könyvtár) ISBN 963-15-0940-0
- Mozart és a kaméleonok; ford. Bart István, Gy. Horváth László, Osztovits Levente; Európa, Bp., 1982 ISBN 9630723727
- Faragott koporsók; ford. Osztovits Levente; in: Faragott koporsók. Amerikai kisregények; vál., jegyz. Osztovits Levente; Európa, Bp., 1986 (A világirodalom remekei)
- Nyári átkelés; ford. M. Nagy Miklós; Európa, Bp., 2006 ISBN 963-07-8163-8
- Az éjszaka fája; ford. Bart István et al.; Európa, Bp., 2008 ISBN 9789630786188
- Pille a lángban. Ifjúkori elbeszélések; ford. Gy. Horváth László; Európa, Bp., 2017 ISBN 9789634056829
- Karácsonyi emlék; ford. Bart István Katona Tamás ; Európa, Bp., 2024 ISBN 9789635049639